# Jardim Botânico de Belo Horizonte
O Jardim Botânico (JB) foi aberto ao público, em 2001, como um espaço dedicado à conservação e exposição de coleções de plantas em Belo Horizonte. Desde 1991 passou a fazer parte da Fundação Zoo-Botânica de Belo Horizonte, constituindo-se num dos seus Departamentos. São mais de 1.200 espécies expostas em seis jardins temáticos, cinco estufas, cinco praças e  lagos. Referência nas áreas de botânica aplicada e de fitossanitarismo. 
Suas prioridades são ações e estudos voltados para a conservação da flora regional, com destaque para as espécies raras, endêmicas e ameaçadas de extinção. Além disso, o JB colabora na criação de políticas públicas e no desenvolvimento de programas educativos e de pesquisas, e é responsável por produzir mudas destinadas à arborização pública e à à arborização pública e à recuperação de áreas degradadas no município.
As coleções botânicas do JB são sempre ampliadas e melhoradas por meio de parcerias com instituições públicas e privadas. Com a experiência adquirida, o Jardim Botânico de BH tem uma atuação efetiva dentro da Rede Brasileira de Jardins Botânicos e, como uma de suas ações, vem estimulando a criação de outros jardins botânicos.
Na área de visitação do Jardim Botânico, há lagos com espécies aquáticas, praças e recantos para descanso e lazer. A flora brasileira pode ser melhor conhecida visitando as estufas temáticas da Mata Atlântica, Caatinga e Campo Rupestre, e também pode-se conhecer sobre a história evolutiva das plantas e sobre as formas de reprodução e dispersão de sementes nas Estufas de Evolução. Se o interesse é por plantas medicinais podem ser visitados o Jardim de Plantas Medicinais, Aromáticas e Tóxicas. E muito mais: árvores e palmeiras brasileiras, bromélias, folhagens, flores e trepadeiras atrativas e um jardim inteirinho só de plantas suculentas. 
Em 2008, foi inaugurado o Jardim Japonês, um espaço contemplativo que busca integrar o ser humano ao mundo natural. As composições arquitetônica, paisagística, artística e religiosa se somam e transmitem a cultura milenar japonesa, que preza a beleza, a harmonia e uma relação próxima com a natureza e com o universo.
O Jardim Botânico tem como diretrizes específicas: 
1. Documentar a diversidade das plantas, o que inclui:
- documentar a sua coleção de plantas;
- manter coleções de referência taxonômica e coleções-testemunho de acessos e táxons provenientes de programas de conservação;
- contribuir para o conhecimento do estado de conservação dos ecossistemas brasileiros, em especial o de Minas Gerais;
- compartilhar informações sobre a flora e sua conservação.

2. Conservação da diversidade das plantas, que inclui:
- proteger espécies nativas em seus habitas originais;
- incluir, no mínimo, 50% das plantas nativas criticamente ameaçadas em coleções vivas.

3. Uso sustentável da diversidade das plantas, incluindo: 
- estabelecer programas integrados por bioma para resgate, manutenção e produção sustentável de plantas nativas de uso atual ou potencial;
- estabelecer metodologias alternativas para minimizar a pressão danosa sobre o meio ambiente;
- implementar ações para controlar a introdução de plantas invasoras, pragas e doenças.

4. Seguir seu plano de coleção.
Serviço O Jardim Botânico está aberto de terça-feira a domingo (incluindo feriados), das 8h30 às 16h (com permanência até as 17h).

## Coleções

### Arboreto
O arboreto, uma coleção de árvores para fins específicos, do Jardim Botânico da Fundação Zoo-Botânica de Belo Horizonte abrange a área abaixo das estufas e jardins temáticos, integrando a área urbanizada ao brejo e à mata ciliar, parte da área entre a Rua Golfe e a avenida, e a área abaixo da praça onde se localiza o recinto do macaco-prego, totalizando 17.000 m2.
Seguindo as diretrizes nacionais e internacionais e a missão da FZB-BH, são plantadas no arboreto apenas espécies arbóreas nativas do Brasil, priorizando as raras, ameaçadas e endêmicas, bem como as de importância histórica, etnobotânica, econômica, como peroba, jacarandá, aroeira, guatambú, pau-brasil, pau-marfim.
Uma espécie que é presença obrigatória, e já está plantada, é a Dimorphandra wilsonii, ou faveiro-de-Wilson, espécie endêmica da Região Central de Minas Gerais, que está ameaçada de extinção, existindo poucos indivíduos na natureza.
Para serem plantadas no arboreto, as mudas das espécies selecionadas devem ter boa qualidade e é preciso que tenham o registro da sua procedência na natureza, de forma que estas árvores possam constituir um banco de germoplasma para fins de conservação das espécies.
Além desta função científica, o arboreto tem a importante função de mostrar as espécies arbóreas mais importantes da nossa flora ao visitante, tornando-se uma ferramenta para as atividades de educação ambiental.
A missão do arboreto do Jardim Botânico da FZB-BH é: “Constituir um banco genético de espécies arbóreas brasileiras de relevância, devidamente organizadas, identificadas e preservadas, complementando a área de visitação do Jardim Botânico, servindo à conservação, à pesquisa, à educação ambiental e ao lazer contemplativo”.

### Coleções de Plantas Vivas
As coleções de plantas vivas, ex situ, são reconhecidas como uma das mais importantes ferramentas para a conservação da biodiversidade disponíveis aos jardins botânicos e tem diferentes propósitos: resgatar e manter germoplasma ameaçado de extinção; viabilizar estudos em taxonomia, ecologia, etnobotânica e horticultura; produzir material para reduzir a pressão das coletas; produzir material educacional para conservação e exibição.
As coleções de espécies da flora no JB são distribuídas segundo os principais biomas brasileiros: Mata Atlântica e florestas tropicais, Cerrado e Campos Rupestres, Caatinga e ambientes áridos. O acervo do Jardim Botânico da FZB-BH está constituído, em sua maioria, por coleções de plantas nativas de Minas Gerais, com inúmeras espécies ameaçadas de extinção dos biomas ocorrentes no Estado e presentes nas listas oficiais do Brasil e de Minas Gerais.
As coleções biológicas são bancos de dados, conceitualmente como são as bibliotecas ou os centros de documentação; são consideradas patrimônio nacional e de interesse para a humanidade, por ser fonte primária de conhecimento e de informação sobre nossa biodiversidade, razão pela qual devem ser protegidas, mantidas e devidamente cuidadas, garantindo sua permanência no tempo.

### Herbário
O Herbário do Jardim Botânico da Fundação Zoo-Botânica de Belo Horizonte iniciou suas atividades em 1993 e tem como objetivo catalogar as espécies existentes nas coleções vivas e reservas da instituição, além daquelas obtidas por coletas realizadas no estado de Minas Gerais. Suas coleções mais importantes são as da Serra da Moeda, Serra do Caraça, Reserva da Fundação Zoo-Botânica de BH, Flora do Norte e Nordeste de MG, RPPN Brumas do Espinhaço e das coleções vivas do Jardim Botânico. Conta (abril/2015) com 10.700 registros.
Em 2013 o Herbário foi registrado com o acrônimo de BHZB no Index Herbariorum (IH), banco de dados que engloba informações dos principais herbários públicos do mundo e é gerenciado pela Associação Internacional para Taxonomia Vegetal (IAPT), sediado no Jardim Botânico de Nova York. O registro significa reconhecimento internacional para o Herbário e um importante avanço para o Jardim Botânico da Fundação Zoo-Botânica.
O Herbário BHZB está também associado ao projeto INCT Herbário Virtual da Flora e dos Fungos (INCT-HVFF), que tem como missão prover a sociedade em geral, ao poder público e comunidade científica, em especial, de infraestrutura para obtenção de dados de qualidade e integrados às informações dos acervos do herbário do país, repatriando dados sobre coletas realizadas em solo brasileiro, depositadas em acervos no exterior. Os espécimens cadastrados podem ser consultados online através da plataforma species link (CRIA).

### Ervanário
O ervanário, especificamente, agrega fragmentos das espécies medicinais utilizadas na farmacopeia e cuja atividade química e/ou biológica já foi comprovada cientificamente. São importantes fontes de informação para a população e referência permanente para pesquisadores e estudantes. Atualmente a coleção é composta de 200 amostras e está sendo atualizada e integrada ao herbário e jardim de plantas medicinais.

### Coleção Etnobotânica
Etnobotânica é a ciência que estuda a relação entre os seres humanos e seu ambiente vegetal. A coleção etnobotânica apresenta valor antropológico e documental sendo amplamente utilizada por jardins botânicos com propósitos educacionais. São elementos de referência dos valores e aplicações das plantas. No Jardim Botânico da FZB-BH essa coleção é constituída de artesanato, ornamentos, utensílios domésticos e remédios, onde a matéria-prima é o vegetal.

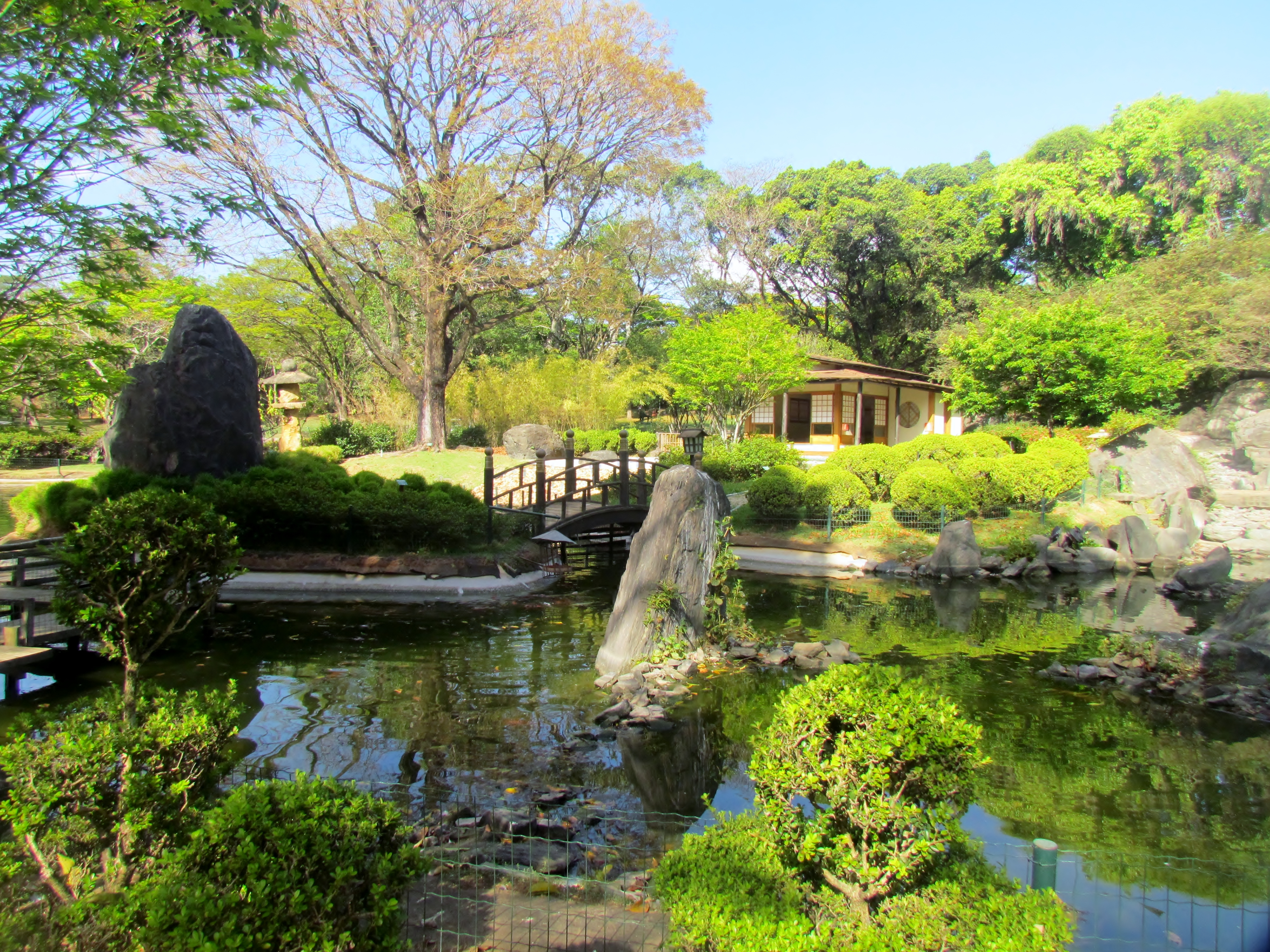
Vista do Jardim Japonês

## Jardim Japonês
Em comemoração ao centenário da imigração japonesa no Brasil, foi inaugurado no dia 16 de junho de 2008, o Jardim Japonês de Belo Horizonte, espaço de lazer e contemplação que traz em sua concepção a filosofia Zen de busca da naturalidade, serenidade, assimetria e simplicidade a partir da expressão essencial da natureza. A construção do Jardim Japonês foi uma iniciativa do cônsul-geral honorário do Japão na capital mineira, Rinaldo Campos Soares, da Prefeitura de Belo Horizonte, por meio da Fundação Zoo-Botânica (FZB-BH), e da Associação Mineira de Cultura Nipo-Brasileira.
O jardim começou a ser construído em 2007, em área nobre de cinco mil metros quadrados na FZB-BH e tem projeto paisagístico inspirado nos jardins existentes no Japão. Um lago com carpas coloridas; cascatas artificiais; árvores típicas como o pinheiro oriental, a cerejeira, a azaleia e o bambu; pontes e lanternas ornamentais, além da tradicional casa de chá são alguns dos elementos que compõem o jardim. O local serve de lar para várias espécies de aves asiáticas, como: o marreco-mandarim e a tadorna-tricolor.
O projeto é de Haruho Ieda, paisagista japonês residente no Brasil há mais de 20 anos. Cada detalhe foi cuidadosamente elaborado para refletir a cultura e a tradição japonesas. 